# Coco Island (Seszele)
Coco Island (fr. Île aux Cocos) – wyspa na Oceanie Indyjskim, w grupie Wysp Wewnętrznych, w sąsiedztwie wyspy La Digue na Seszelach. Jej powierzchnia wynosi 1,8 ha. Od 1996 roku objęta jest ochroną w ramach rezerwatu przyrody. Stanowi częsty cel wycieczek turystów. Główną atrakcją jest Ile Cocos Marine National Park obejmujący 3 małe wysepki na płytkim turkusowym morzu, otoczone szerokimi rafami koralowymi, które są doskonałym miejscem do nurkowania.
Wycieczki na wyspę organizowane są łodziami z wysp Praslin i La Digue.